# Athericidae
Famille
Les Athericidae sont une famille d'insectes diptères brachycères de la super-famille des Tabanoidea.

## Genres
La famille des Athericidae compte 9 genres et 123 espèces.
- Asuragina
- Atherix
- Atrichops
- Dasyomma
- Microphora
- Pachybates
- Suragina
- Suraginella
- Trichacantha